# Slavko Kolar

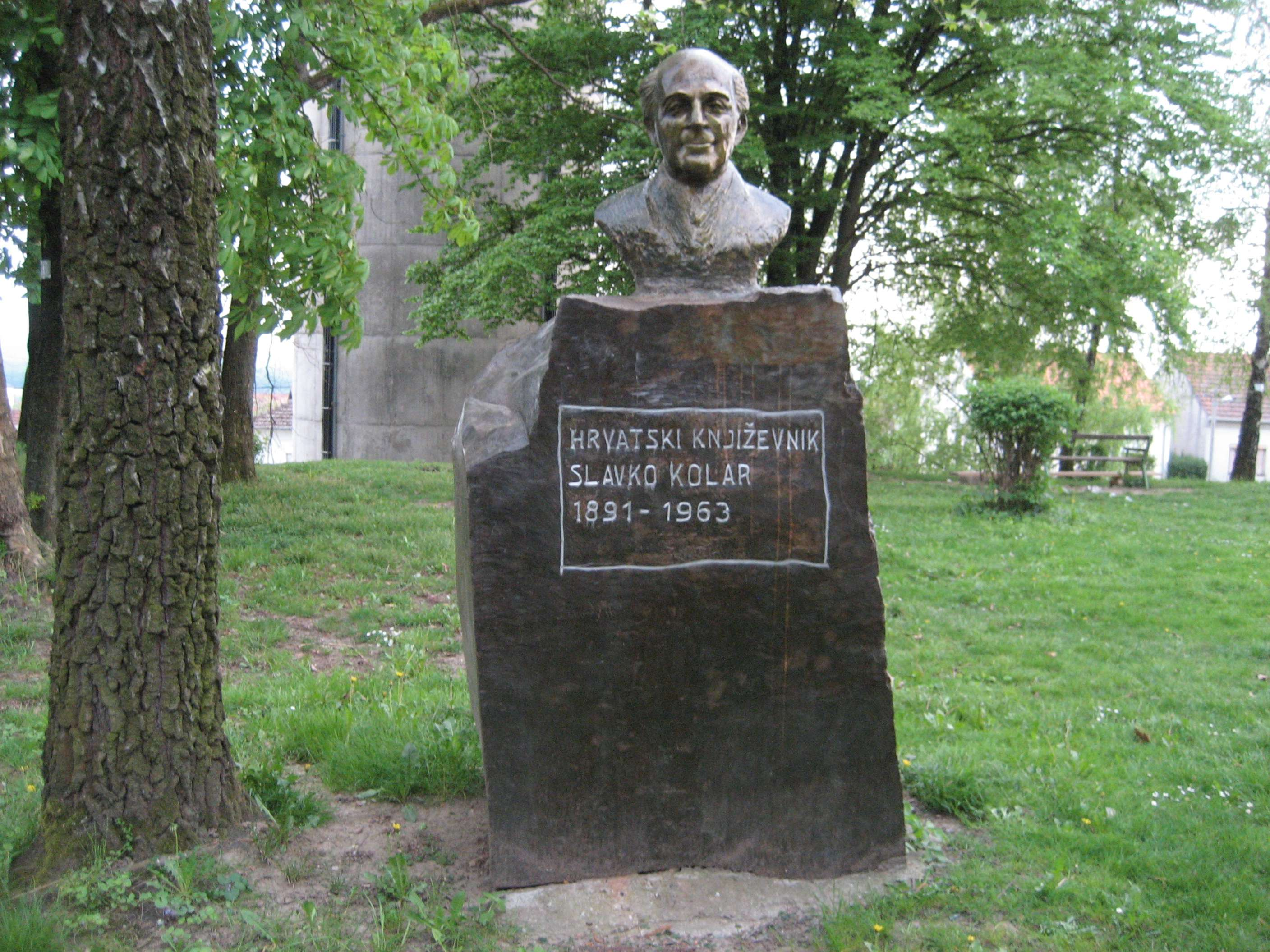
Kolar Denkmal in Čazma

Slavko Kolar (* 1. Dezember 1891 in Palešnik bei Garešnica, Kroatien; † 15. September 1963 in Zagreb) war ein kroatischer Schriftsteller.

## Leben
Kolar war der Sohn eines Lehrers. Er verbrachte seine Kindheit in der Heimat der Mutter, in Čazma (Moslavina), und besuchte das Gymnasium in Požega und Zagreb, schließlich die Wirtschaftsschule in Križevci. Nach dem Ersten Weltkrieg verbrachte er einen Studienaufenthalt in Frankreich. Danach arbeitete er als Agronom auf verschiedenen staatlichen Gütern in der Heimat (Križevci, Čazma, Gornji Hruševac, Petrinja, Slavonski Brod, Požega und Božjakovina). 1944 ging er als Verwalter des Gutes Božjakovina zu den Partisanen, wohin er nach dem Krieg wieder zurückkehrte und auf eigene Bitte pensioniert wurde. Ab 1946 lebte er als freier Schriftsteller in Zagreb.

## Werke
Slavko Kolar verfasste in der Zwischenkriegszeit eine Reihe von ausgezeichneten Erzählungen. Der Schauplatz seiner Geschichten ist das kroatische Dorf und die Kleinstadt, die aber im Gegensatz zu zahlreichen anderen Schriftstellern, mit einer Art traurigem Humor geschildert werden. Kolar gilt deswegen als der bedeutendste kroatische Humorist der Moderne. Nach dem Zweiten Weltkrieg wurde neben der Großstadt auch der Faschismus von ihm thematisiert.
- Nasmijane pripovijesti, 1917
- Svoga tijela gospodar, Erzählungen 1932 (dt. Der Herr seines Leibes, 1939)
- Ili jesmo – ili nismo, 1933
- Mi smo za pravicu, 1936
- Perom i drljačom, 1938
- Breza, 1942 (dt. Die Birke, 1942); Verfilmung: Jugoslawien 1967 (Regie: Ane Babaja)
- Natrag u naftalin, 1946
- Narod je strpljiv, Drama 1947
- Služba za čast, 1948
- Politička večera, 1949
- Sedmorica u podrumu, Drama 1949
- Die Hochzeit des Imbra Futač, dt. 1951
- Pripovijetke, 1951
- Na ledima delfina, 1953
- Glavno da je kapa na glavi, 1956
- Svoga tela gospodar, Drama 1957 (Erzählung 1932); Vertonung: L. Županović, Pisava (Musikdrama, 1958); Verfilmung: Jugoslawien 1957 (Regie: F. Hanžeković).
- Izabrane pripovijetke 1917–1957, 1958
- Das Narrenhaus, dt. 1966